# 開城特別市
開城特別市（ケソンとくべつし、朝: 개성특별시）は、朝鮮民主主義人民共和国（北朝鮮）南部にある都市。高麗の王都として、また商業の中心として栄えた古都である。南北共同の工業団地として建設された開城工業地区を有する。
朝鮮戦争の休戦後、周辺部も含めて長らく北朝鮮の直轄市として扱われてきたが、2003年に黄海北道に編入された後、2019年に再分離し、現在は道に属さない「特別市」に位置付けられている。推定人口は約35万人（1998年現在）。

## 概要

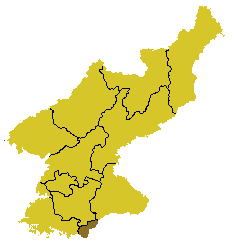
2002年までの開城直轄市

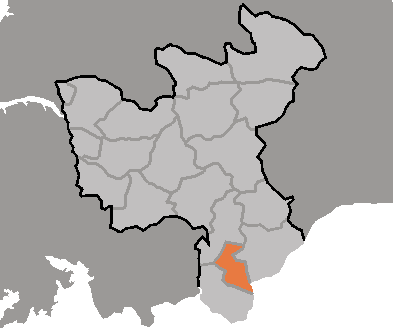
黄海北道時代の開城市

朝鮮八道では京畿道に属し、朝鮮半島の主要都市の中では、最も板門店に近い位置にある。
市域の東はそのまま軍事境界線になっている。開城市街地から、板門店までの距離は8km。南には漢江及び臨津江の河口部があり、川を挟んで韓国領の江華島がある。市の西側には礼成江が流れ、黄海南道白川郡と開城市開豊区域の境界をなす。
典型的な城郭都市であり、歴史的に商都として知られていた。市内には高麗時代の遺跡が多く残っている。市街地周囲は松嶽山（海抜489m ）、子男山など松の多い山に囲まれているので松都と呼ばれる事がある。韓国政府の協力により2000年代以降工業団地の建設が進み軽工業が盛んで韓国企業も多く進出した。しかし韓国との関係悪化により工業団地の生産が停止されるなど不安定な状況である。
朝鮮人参（高麗人参）の産地として有名で、人参酒は北朝鮮の主要な輸出品となっている。
儒学の最高教育機関であった「成均館」が残るほか、王建王陵、観音寺、高麗王宮の宮殿の基壇跡である満月台、開城南大門、旧市街に架かる石橋であり高麗に忠誠を尽くした学者・政治家の鄭夢周が李成桂側の人物に暗殺された場所である善竹橋などがこの街の歴史的な見所である。

## 行政区画
2区域・1郡・27洞・5里を管轄する。
| - 開豊区域（ケプングヨク） - 板門区域（パンムングヨク） - 長豊郡（チャンプングン） - 高麗洞（コリョドン） - 冠訓洞（クァヌンドン） - 南門洞（ナンムンドン） - 南山一洞（ナムサニルトン） - 南山二洞（ナムサニドン） - 南安洞（ナマンドン） - 内城洞（ネソンドン） - 徳岩洞（トガムドン） - 銅峴洞（トンヒョンドン） - 東興洞（トンフンドン） - 龍山洞（リョンサンドン） - 龍興洞（リョンフンドン） - 満月洞（マヌォルトン） - 紡織洞（パンジクトン） - 歩仙洞（ポソンドン） - 扶山洞（プサンドン） | - 北安洞（プガンドン） - 善竹洞（ソンジュクトン） - 城南洞（ソンナムドン） - 松嶽洞（ソンアクトン） - 勝戦洞（スンジョンドン） - 駅前洞（ヨクチョンドン） - 雲鶴一洞（ウナギルトン） - 雲鶴二洞（ウナギドン） - 恩徳洞（ウンドクトン） - 子男洞（チャナムドン） - 海雲洞（ヘウンドン） - 朴淵里（パギョンニ） - 三居里（サムゴリ） - 解線里（ヘソンニ） - 広畓里（クァンダムニ） - 新光里（シングァンニ） |

## 歴史

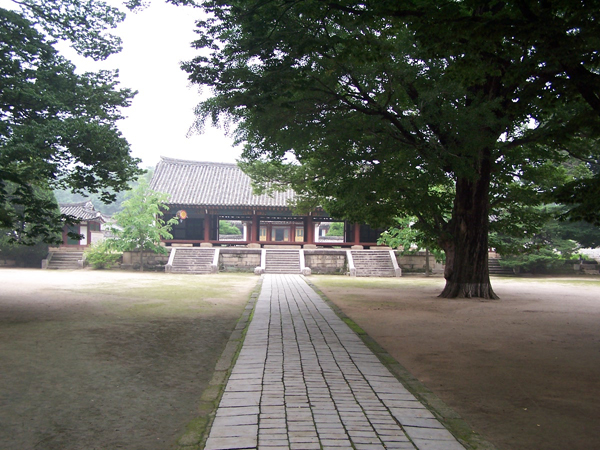
開城成均館、かつての儒学の学院

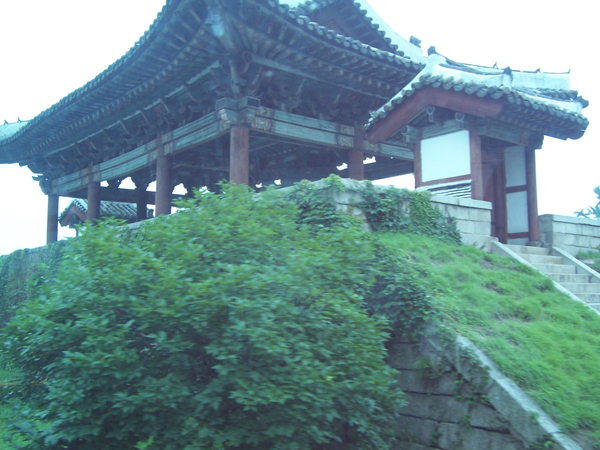

百済がこの周辺まで支配していた時代は「冬比忽（동비홀、トンビボル）城」と呼ばれており、高句麗時代を経て統一新羅の757年（景徳王16年）に地名を「開城郡」と中国風の漢字2文字に改めた。市街地には松嶽郡が置かれており、三国史記によれば、開城郡と松嶽郡は別個の郡であった。

### 高麗の王都として
新羅末期（後三国時代）、松嶽（開城）を本拠としていた豪族の王建は、群雄の一人である弓裔に投降してその部下となり、弓裔を迎え入れた。弓裔は901年に松嶽で後高句麗王を称した。弓裔はやがて鉄円（現在の江原道鉄原）に都を移すが暴虐さを増したため、918年に王建は反乱を起こして彼を殺し、その勢力を継承して高麗を建国した。王建は翌919年に首都を故郷・松嶽に遷し開州と改めた。開州には王の居住する寿昌宮のほか、仁徳宮、寿徳宮などの宮殿があった。1015年に北宋に遣わされた郭元は、「三五千を下らぬ民がいる」と語っており、高麗後期、モンゴルの侵攻により江華島への遷都を余儀なくされた30年間を除き、約500年にわたって都だった。

### 李氏朝鮮時代
その後、高麗が滅亡し、李氏朝鮮を建国した李成桂が都を現在のソウルに遷した。李氏朝鮮の時代も開城は朝鮮の重要都市であり続けた。

### 日本統治下
1910年からの日韓合邦期の1930年には、開城府（かいじょうふ）が置かれた。朝鮮を統治した日本の朝鮮総督府は朝鮮半島の社会基盤の整備に注力した。京城と改められた漢城は近代的な都市として開発が進むのと歩調を合わせて、鉄道（京義線）の敷設によって開城は京城都市圏となった。そのため京城と開城の間は鉄道の敷設と都市化によって形成された通勤通学圏として結びつきが強固になった。更に高麗人参の産地として、地域住民の所得が高かったので開城の朝鮮女性の多くが化粧や衣服など身なりに気を使うようになっていた。そのことは化粧品ビジネスに有利な環境であり、美顔液やクリームなどがよく売れた。

### 1945年以降、北朝鮮統治下
1945年の日本の連合国に対する敗戦で、朝鮮半島における日本統治は終焉したが、代わって第二次世界大戦の連合国による統治が始まり、北緯38度線上を境に北はソ連が、南はアメリカが統治した。分割統治は当初、一時的なものであったはずであった。しかし、程なくして米ソ間で冷戦が始まり、連合国による分割統治中に南北それぞれで政権が立ち上がった。南北の境界は北緯38度線上に引かれていたため、この時点では、北緯38度線以南にある開城の中心部は、大韓民国側の統治圏内だった。また当時、人々の南北間の往来も、盛んではなかったものの可能ではあった。
1950年に朝鮮戦争が始まると、開城は真っ先に北側の朝鮮人民軍の手に渡った。その後アメリカ軍を中心とした国連軍が応戦したことで一時は開城全域が南側のものとなった時期もあったが、北側にも中華人民共和国から中国人民志願軍が参戦したことで国連軍は後退し開城は再び北側のものとなった。その後の国連軍の反撃で再び戦線が北に押し上げられたが南北の軍の最前線は開城のすぐ南で膠着した。
1953年、板門店での休戦協定締結により、朝鮮戦争は停戦（休戦）となる。それ以来、人々の南北間の往来は絶望的となった。更に、軍事境界線は北緯38度線からややずれていたことから、戦争前は南側の韓国の統治圏内だった開城は、戦争後は北側の朝鮮民主主義人民共和国の統治圏内になった。開城の人々は戦争の際、南に逃れた人もいれば、開城に留まった人もいた。この結果、南北間の離散家族は開城出身者が最も多い。
また、韓国政府統治範囲で首都圏を形成している旧京畿道所属地域の中では、開城だけが例外的に、軍事境界線よりも北に位置している。このことや、軍事境界線に最も近い主要都市であることから、開城とその周辺地域は、北朝鮮においてどの道にも属さない「開城直轄市」として1950年代半ばから行政がなされてきた。
2002年までの「開城直轄市」の行政区分は以下の通りであった。
- 開城市（ケソンシ、개성시）
- 長豊郡（チャンプングン、장풍군）
- 開豊郡（ケプングン、개풍군）
- 板門郡（パンムングン、판문군）

2003年、開城市の一部と板門郡が特区「開城工業地区」として再編されるとともに、開城直轄市が解体されて黄海北道へ編入された。一時期「開城特級市」が設立されたという報道もなされたが、現在は開城市として黄海北道に属しているとみられる。「開城工業地区」の中にはソウルとまったく同じバスが走っておりコンビニエンスストアもあったが、長距離ミサイル発射・核開発を受けて韓国との関係が悪化して、2016年に韓国側に閉鎖措置がとられたため、同地区で韓国企業による工業生産は停止している。政権交代後も再開しないことを北朝鮮は批判し、再開要求をしている。
2019年10月には開豊郡とともに黄海北道から分離し、開城特別市となった。

### 年表
この節の出典

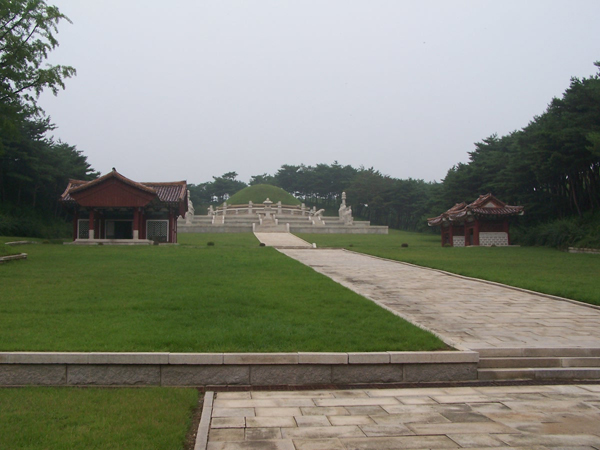
王建王陵

- 919年 - 高麗を開いた王建が都を移し、開城郡と松嶽郡を合わせて開州と称する。
- 995年 - 開城府と称する。
- 1232年 - モンゴルの侵攻を受け江華に遷都。
- 1270年 - 開京（開城）に還都。
- 1394年 - 朝鮮王朝を開いた李成桂により漢陽に遷都。
- 1399年 - 定宗が都を開京に戻す。
- 1405年 - 太宗が都を再び漢陽に戻す。
- 1438年 - 開城府を設け、開城府留守の職を置いた。
- 1895年 - 開城府の留守職を廃して新たに観察使を置き、13郡を管轄した（二十三府制）。
- 1896年 - 京畿道に属し開城府尹が置かれた（十三道制）。
- 1906年 - 開城郡となった。
- 1914年 - 旧市街地は開城郡松都面となった。豊徳郡が開城郡に併合される。
- 1930年12月 - 京畿道開城郡松都面および青郊面・中西面・嶺南面の各一部が合併し、開城府が発足。
- 1945年8月15日 - 米軍管理下に置かれる。
- 1949年8月15日 - 大韓民国の開城府が開城市に改称。
- 1951年 - 朝鮮戦争において朝鮮民主主義人民共和国に占領される。
- 1952年12月 - 郡面里統廃合により、開城市に以下の洞・里が成立。(14洞3里)
  - 善竹洞・雲鶴里・東興洞・徳岩里・寿昌洞・西興洞・社稷洞・龍山洞・太平洞・冠訓洞・銅峴洞・南安洞・孫河里・高麗洞・満月洞・北安洞・子男洞
- 1953年7月 - 停戦協定の発効により、京畿道開城市・開豊郡・板門郡を含めた開城直轄市が発足。(1市2郡、うち開城市14洞3里)
- 1954年10月 - 開城直轄市を廃止。開城市・開豊郡・板門郡が黄海北道に編入。(14洞3里)
- 1955年1月 - 黄海北道開城市・開豊郡・板門郡を同道から独立させ、開城地区として再編。(1市2郡、うち開城市14洞3里)
- 1957年6月 - 開城地区が開城直轄市に改称。(1市2郡、うち開城市14洞3里)
  - 高麗洞の一部が分立し、海雲洞が発足。
  - 寿昌洞が南安洞に編入。
- 1958年6月 (1市2郡、うち開城市14洞3里)
  - 西興洞が南安洞に編入。
  - 徳岩里の一部が分立し、歩仙洞が発足。
  - 板門郡の一部(大蓮里の一部)が開豊郡に編入。
- 1959年2月 - 雲鶴里が雲鶴洞に昇格。(1市2郡、うち開城市15洞2里)
- 1960年3月 - 黄海北道長豊郡を編入。(1市3郡、うち開城市15洞2里)
  - 黄海北道金川郡の一部(山城里の一部)が長豊郡に編入。
- 1961年3月 (1市3郡、うち開城市16洞4里)
  - 黄海北道金川郡の一部(礪峴里および江南里の一部)が開豊郡に編入。
  - 黄海北道金川郡の一部(山城里)、江原道鉄原郡の一部(席屯里・率賢里・冷井里・佳川里・貴存里・獐鶴里)が長豊郡に編入。
  - 長豊郡の一部(龍興里・三居里)が開城市に編入。
  - 満月洞の一部が分立し、松嶽洞が発足。
  - 板門郡の一部(田斎里の一部)が徳岩里に編入。
- 1961年末 - 長豊郡の一部(山城里)が開城市に編入。(1市3郡、うち開城市16洞5里)
- 1967年10月 (1市3郡、うち開城市20洞5里)
  - 太平洞の一部が分立し、駅前洞が発足。
  - 南安洞の一部が分立し、南門洞が発足。
  - 高麗洞・善竹洞・雲鶴洞の各一部が合併し、扶山洞が発足。
  - 龍山洞・銅峴洞の各一部が合併し、南山洞が発足。
- 1977年9月 - 社稷洞が勝戦洞に改称。(1市3郡、うち開城市20洞5里)
- 1981年10月 - 太平洞が内城洞に改称。(1市3郡、うち開城市20洞5里)
- 1983年11月 (1市3郡、うち開城市24洞4里)
  - 孫河里が城南洞に昇格。
  - 山城里が朴淵里に改称。
  - 雲鶴洞が分割され、雲鶴一洞・雲鶴二洞が発足。
  - 扶山洞の一部が分立し、紡織洞が発足。
  - 板門郡田斎里の一部が分立し、開城市恩徳洞が発足。
- 1988年7月 - 龍興里が龍興洞に昇格。(1市3郡、うち開城市25洞3里)
- 1993年12月 - 南山洞が分割され、南山一洞・南山二洞が発足。(1市3郡、うち開城市26洞3里)
- 1994年3月 - 徳岩里が徳岩洞に昇格。(1市3郡、うち開城市27洞2里)
- 2002年 - 開城市および板門郡の一部地域を開城工業地区に指定されるとともに、板門郡廃止。(1市2郡、うち開城市27洞9里)
  - 板門郡の一部(板門邑・進鳳里・平和里・東倉里・板門店里および三鳳里・田斎里の各一部)が開城市に編入。
  - 板門邑が鳳東里に降格。
  - 板門郡の残部が長豊郡・開豊郡に分割編入。
- 2003年6月 - 開豊郡・長豊郡が黄海北道に編入。(27洞9里)
- 2003年9月 - 開城直轄市が廃止。同市が黄海北道に編入される。(27洞9里)
- 2019年10月 - 開城市と開豊郡が黄海北道から分離し、開城特別市となる。
- 2020年4月 - 旧・開豊郡にあたる開豊区域、旧・板門郡にあたる板門区域を設置[9]。
- 2023年2月：黄海北道長豊郡が開城特別市に編入。

## 観光

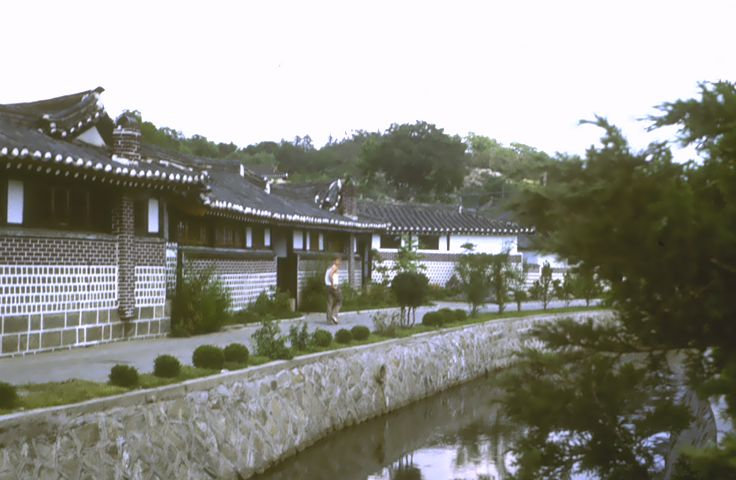
開城旧市街にある民俗旅館

高麗の古都である開城（市街など）は観光地としても有望な場所であり古くから外国人観光に開放されている。平壌を観光する外国人はあわせて開城を訪問する事例が多い。高麗時代の城壁、王陵、教育機関などは2013年に「開城の歴史的建造物群と遺跡群」として世界遺産リストに登録された。

### 南側からの観光
2005年8月にソウル発の日帰り試験観光が実施された。その後北側に支払う観光料などの条件面で交渉が続いた。2007年12月から観光会社の現代峨山（ヒョンデアサン）が実施する韓国側からのバスによる陸路での観光は開始された。
大韓民国国民は大韓民国旅券ではなく観光証を携帯する。外国人も参加可能であるが、外国人は旅券を持参する必要がある（都羅山で通常の出入国審査がある。ただし、出入国スタンプには「都羅山開城」の但し書きスタンプが添えられる）。2008年11月28日をもって開城観光は中断された。これにより、すでに中断している金剛山観光も含め、韓国側からの北朝鮮への陸路観光が全面中断することになった。

## 交通

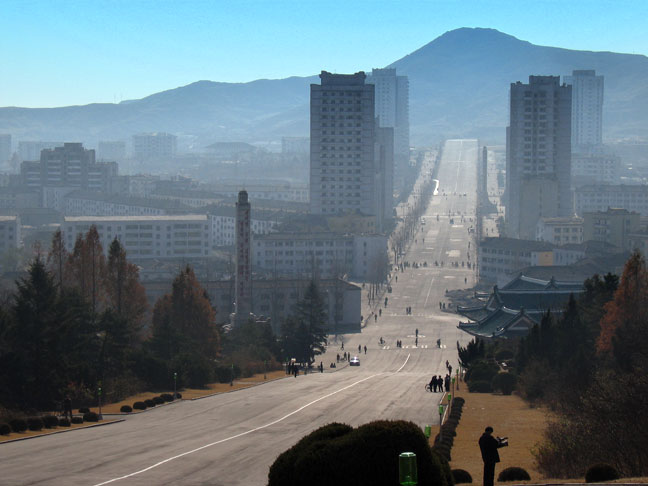
開城の中心部

ソウルからの開城への鉄道は2003年6月までに修復され、2007年5月には列車の試運転が行なわれた。同年12月からは、開城工業地区に隣接する板門駅と韓国側の汶山駅との間で、貨物列車が土・日曜日を除いて毎日1往復運行されていた。しかし、北朝鮮側が南北間の列車往来を中断すると発表し、2008年11月28日から再び中断した。以後列車の定期運行は行われておらず、また旅客列車が往来したこともない。その後北朝鮮は南北統一方針を放棄して線路設備などの撤去工事を進め、2024年10月15日に平釜線の軍事境界線付近の北側区間を爆破して閉鎖した。前後して開城駅 - 都羅山駅（韓国側に所在）間を制度上廃止し、路線名も「平開線」に改めたとみられている。
- 平釜線（京義線）：礪峴駅 - 開豊駅 - 開城駅 - 孫河駅 - 鳳東駅 - 板門駅
- 平壌-開城高速道路

## 教育施設
- 松都政治経済大学

## 姉妹都市
- ペルー クスコ (1990年)